# Кууск, Мяртен
Мяртен Кууск (эст. Märten Kuusk; 5 апреля 1996, Таллин) — эстонский футболист, защитник клуба «Уйпешт», выступающий на правах аренды за клуб «Флора». Выступает за национальную сборную Эстонии.

## Биография

### Клубная карьера
Начинал играть в футбол в 2005 году в таллинской команде «Коткас-Юниор». В 2008 году перешёл в юношескую команду «Нымме Калью», а с 2012 года стал выступать на взрослом уровне за резервный состав клуба в низших дивизионах.
Весной 2016 года был отдан в аренду в клуб высшей лиги Эстонии «Тарвас» (Раквере). Дебютный матч в чемпионате сыграл 5 марта 2016 года против «Пярну ЛМ», а первые голы забил 2 апреля, отличившись «дублем» в ворота «Транса». Всего за половину сезона в «Тарвасе» сыграл 14 матчей и забил два гола. Летом 2016 года вернулся в «Нымме Калью», где сыграл за основную команду только один матч — 29 октября 2016 года против «Таммеки».
В 2017 году перешёл в таллинскую «Флору». В её составе в 2017, 2019, 2020 годах становился чемпионом Эстонии, в 2021 году — серебряным, в 2018 году — бронзовым призёром чемпионата, а также обладателем Кубка и Суперкубка Эстонии. За «Флору» провёл более 100 матчей в чемпионате и более 20 матчей в еврокубках.
В начале 2022 года перешёл в клуб «Уйпешт» из чемпионата Венгрии.

### Карьера в сборной
Выступал за сборные Эстонии младших возрастов, начиная с 16 лет.
В национальную сборную Эстонии впервые был вызван в июне 2018 года перед матчем с Марокко, но остался тогда в запасе. Дебютировал 15 января 2019 года в товарищеском матче против Исландии.

## Достижения
- Чемпион Эстонии: 2017, 2019, 2020
- Серебряный призёр чемпионата Эстонии: 2021
- Бронзовый призёр чемпионата Эстонии: 2018
- Обладатель Кубка Эстонии: 2019/20
- Финалист Кубка Эстонии: 2017/18, 2020/21
- Обладатель Суперкубка Эстонии: 2020, 2021